# Владислав Кручек
Владислав Кручек (пол. Władysław Kruczek; 27 квітня 1910, Жешув — 5 листопада 2003, Варшава) — польський комуністичний політик, член політбюро ЦК ПОРП у 1968—1980 роках. Представник ортодоксально-сталінського й антисемітського напряму.

## Підпілля та війна. Ув'язнений концтаборів
Народився у сім'ї залізничного робітника. У 19-річному віці приєднався до молодіжної комуністичної організації, потім вступив до компартії Польщі. Неодноразово заарештовувався за підпільну комуністичну діяльність, у 1935 році був засуджений на 3,5 роки в'язниці.
У 1939—1941 роках перебував у СРСР, був активістом МОДР. У 1941 році вступив на службу в РСЧА, брав участь у Другій світовій війні. Потрапив у полон до німців, до 1945 року перебував у концтаборах Аушвіц, Оранієнбург, Заксенхаузен.

## Партійний керівник. Жорстка лінія
З 1942 року Владислав Кручек — член ПРП, з 1948 року — ПОРП. Зробив швидку кар'єру у партійному апараті. У 1945—1947 роках очолював організаційний відділ ПРП. Організовував у Жешуві фальсифікації парламентських виборів 19 січня 1947 року на користь комуністів.
Був секретарем воєводського комітету ПОРП у Жешуві, Познані, Бидгощі. З 1954 року — член ЦК ПОРП. У 1956—1971 очолював партійну організацію Жешува. Багато зробив для промислового розвитку регіону, користувався серед населення певною популярністю.
У внутрішньопартійних конфліктах Владислав Кручек підтримував націонал-комуністичні кола, у 1950-х роках належав до консервативної фракції «натолінців», згодом орієнтувався на Мечислава Мочара. Стояв на позиціях ортодоксального сталінізму. Вирізнявся жорстким антисемітизмом. На цьому ґрунті конфліктував з помірнішими керівниками ПОРП, особливо з Мечиславом Раковським.
У 1968 році Кручек був одним з організаторів антисемітської кампанії ПОРП. На цій хвилі піднявся до вищого партійного керівництва, увійшов до складу політбюро ЦК ПОРП. У 1969 році разом з міністром внутрішніх справ Казімєжем Світалом опікувався навчанням ЗОМО.
З 1971 до 1980 рік, весь період правління Едварда Герека, Кручек був головою Центральної ради профспілок ПНР. У лютому 1980 року, за пів року до масових страйків, поступився цією посадою Яну Шидляку.

## Противник «Солідарності». Відхід з керівництва
У серпні 1980 року Владислав Кручек виступив за силове придушення страйкового руху. Вже 26 серпня він пропонував запровадити надзвичайний стан для захисту партійної влади. Оскільки партія на той момент не була готова до конфронтації з робітничими масами, Кручек був виведений із політбюро.
При цьому він до 1981 року очолював комітет партійного контролю при ЦК, до 1982 року був членом Держради ПНР. Належав до «партійного бетону», займав жорстко конфронтаційну позицію щодо Солідарності.
У ніч проти 13 грудня 1981 року Владислав Кручек як член Держради підписав декрет про введення воєнного стану.

## Смерть. Пам'ять у Жешуві
До 1985 року Кручек залишався депутатом сейму ПНР. У 1983 році був обраний до Національної ради Товариства польсько-радянської дружби. Мав низку державних і військових нагород ПНР і СРСР.
Останні двадцять років Кручек жив приватно. У політичних процесах кінця ПНР і початку Третьої Речі Посполитої участі не брав. У кількох інтерв'ю наголошував на незмінності своїх комуністичних поглядів. Помер у віці 93 років.
У 2007 році жешувський активіст посткомуністичної партії Конрад Фіджолек запропонував назвати одну з міських вулиць ім'ям Владислава Кручека. На початку 2008 року міська рада Жешува затвердила це рішення. Інститут національної пам'яті звернувся до прокуратури у зв'язку з порушенням закону, який забороняє у Польщі пропаганду нацизму, фашизму та комунізму.

## Особистість
Навіть у партійному середовищі Владислав Кручек мав репутацію людини вкрай недалекої. Його ідеологізованість і довіра до партійної пропаганди призводили до дивних висловлювань і вчинків. Відомо, що вирушаючи до Італії у складі офіційної делегації ПНР, він узяв з собою 2 кілограми мисливських ковбасок, оскільки був упевнений, що у капіталістичній країні панують голод і злидні.